# Олександрівська вулиця (Київ, Деснянський район)
Олександрівська вулиця — вулиця в Деснянському районі міста Києва, місцевість Муромець. Веде до бази відпочинку ВАТ «Укртелеком».

## Історія
Існувала як безіменна дорога до бази відпочинку. Назва надана 2011 року